# Ogólnowojskowa Akademia Sił Zbrojnych Federacji Rosyjskiej

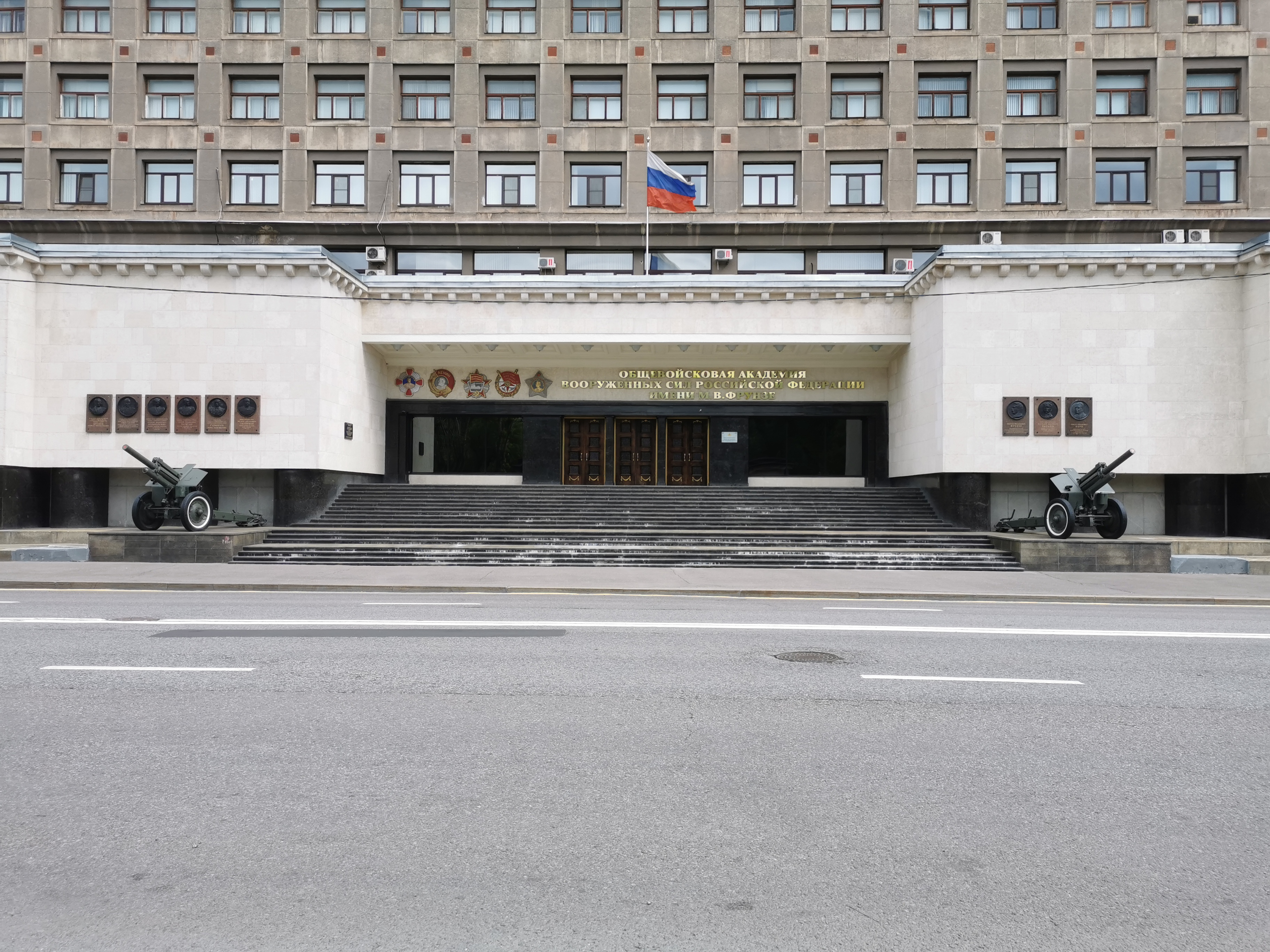
Główne wejście do uczelni, 2022

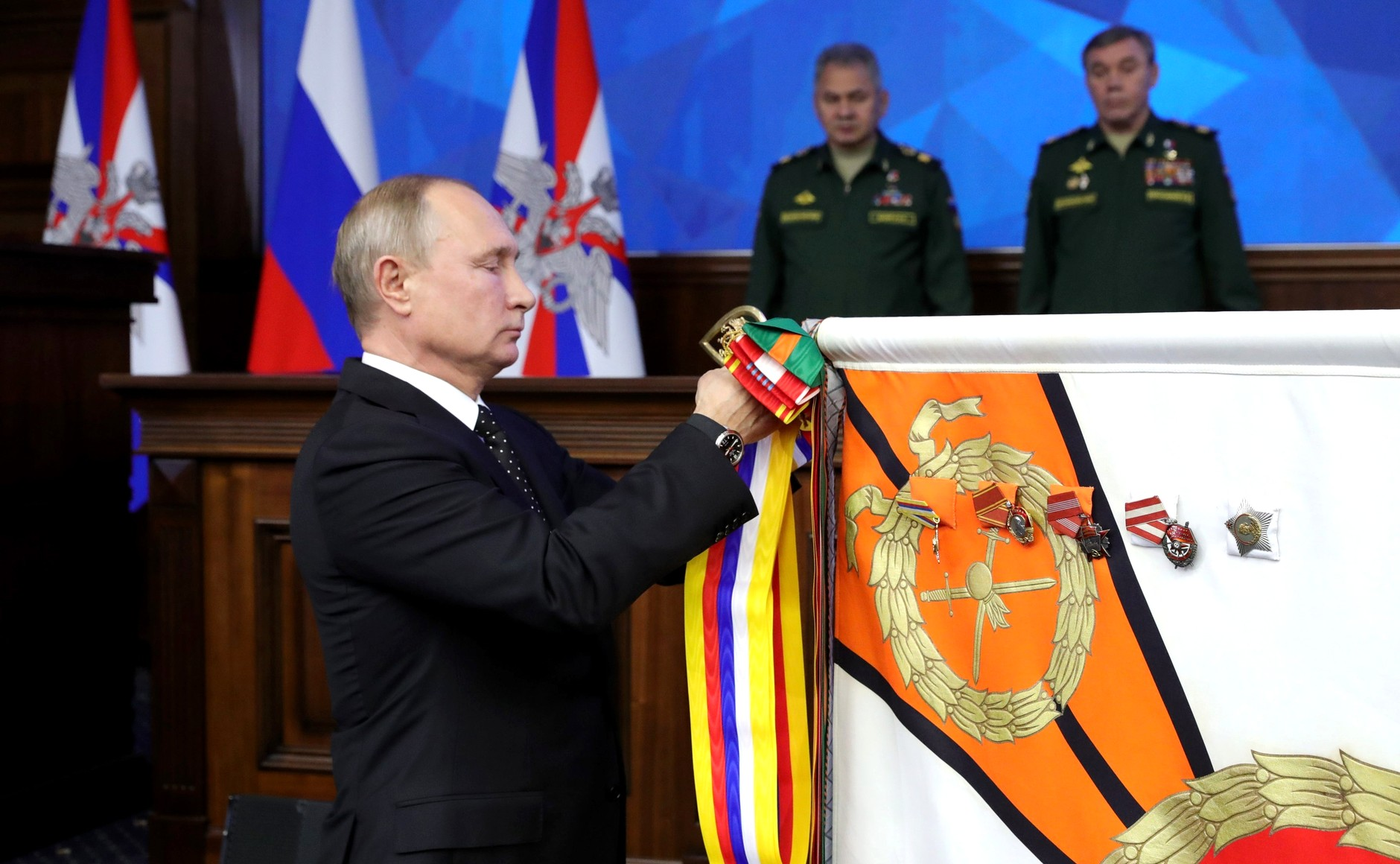
Prezydent Rosji Władimir Putin odznacza sztandar uczelni Orderem Żukowa, 2018

Wojskowe Centrum Naukowo-Szkoleniowe Wojsk Lądowych „Ogólnowojskowa Akademia Sił Zbrojnych Federacji Rosyjskiej” (ros. Военный учебно-научный центр Сухопутных войск «Общевойсковая академия Вооруженных Сил Российской Федерации») – rosyjska wieloprofilowa uczelnia wojskowa typu akademickiego, przygotowująca oficerów – specjalistów dla sił zbrojnych Rosji, innych rosyjskich ministerstw i służb jak też oficerów innych państw.

## Historia
W okresie od sierpnia do listopada 1998 na bazie Akademii Wojskowej im. Frunzego, Wojskowej Akademii Broni Pancernej im. R.J. Malinowskiego i 1 Wyższych Kursów Oficerskich „Wystrieł” im. B.M. Szaposznikowa utworzono Ogólnowojskową Akademię Sił Zbrojnych Federacji Rosyjskiej (ros. Общевойсковая орденов Ленина и Октябрьской революции, Краснознаменная, ордена Суворова академия Вооруженных Сил Российской Федерации). 
W 2006 w skład Akademii wszedł Instytut Wojskowy (wojsk inżynieryjnych) – uprzednio Wojskowo-inżynieryjna Akademia im. W.W. Kujbyszewa. 
Po zakończeniu Akademii każdy oficer otrzymywał dyplom i srebrną odznakę w kształcie rombu, noszoną na prawej piersi munduru lub ubrania cywilnego ponad wszelkimi innymi odznaczeniami cywilnymi i wojskowymi lub ich baretkami. Oficerowie innych armii nosili odznakę zgodnie z przepisami mundurowymi danego państwa.
24 grudnia 2008 zgodnie z rozporządzeniem nr 1951 rządu Federacji Rosyjskiej utworzono Wojskowe Centrum Naukowo-Edukacyjne Wojsk Lądowych „Ogólnowojskowa Akademia Sił Zbrojnych Federacji Rosyjskiej”, w skład którego weszła Ogólnowojskowa Akademia i 11 filii.

## Program dydaktyczny
W ramach zdobywania wyższego wykształcenia prowadzone są studia:
- dwuletnie magisterskie;
- pięcioletnie specjalistyczne;
- dla doktorantów i adiunktów w trzech dziedzinach:
  - nauki wojskowe;
  - nauki techniczne;
  - nauki historyczne;
- zawodowe studia doskonalące – 100 grup edukacyjnych.

## Jednostki ogólnouczelniane i międzywydziałowe
Szereg reorganizacji od 2010 do 2013 zmieniał strukturę i skład Centrum. 
Od 1 września 2013 w skład Centrum wchodzą:
- Ogólnowojskowa Akademia Sił Zbrojnych Federacji Rosyjskiej wraz z:
  - Instytutem Wojskowym (ogólnowojskowym);
  - Instytutem Wojskowym (wojsk inżynieryjnych);
- Trzy filie w miastach: 
  - Błagowieszczeńsk;
  - Nowosybirsk;
  - Kazań.

Centrum zatrudnia 586 pracowników naukowych, z tego 64 doktorów nauk, 454 kandydatów na doktorów nauk, 427 z tytułami naukowymi (w tym 104 profesorów i 329 docentów i starszych pracowników naukowych).

## Komendanci Akademii
- 1998–2002 – gen. płk Leonid Zołotow
- 2002–2009 – gen. płk Władimir Popow
- 2009–2010 – gen. mjr Aleksiej Kim
- 2010–2014 – gen. por. Wiktor Polakow
- 2014–2017 – gen. por. Oleg Makariewicz
- wrzesień-październik 2017 – gen. por. Aleksandr Łapin
- 2017–2018, cz.p.o. – gen. por. Siergiej Ludin
- 2018–2019 – gen. por. Aleksiej Awdiejew
- od 2019 – gen. por. Aleksandr Romanczuk[1]